# محوطهٔ اسپیدژ
محوطهٔ باستانی اسپیدژ یکی از مهم‌ترین محوطه‌های پیشاتاریخی و تاریخی در استان سیستان و بلوچستان است که در بخش بزمان شهرستان ایرانشهر و در نزدیکی مرز شهرستان سراوان قرار دارد. این محوطه شامل گورستان و بقایای سکونتگاهی است که قدمت آن به هزارهٔ سوم پیش از میلاد می‌رسد و شواهدی از تداوم زیست تا دورهٔ اسلامی اولیه در آن شناسایی شده است.

## موقعیت
محوطهٔ اسپیدژ در جنوب‌شرقی ایران و در محدودهٔ کوهستانی بزمان واقع شده است. این منطقه به دلیل موقعیت جغرافیایی خاص، در مسیر ارتباطی فلات ایران با شبه‌قارهٔ هند قرار داشته و از نظر باستان‌شناسی اهمیت راهبردی دارد.

## پیشینه و کاوش‌ها
بر اساس یافته‌های باستان‌شناسی، نخستین استقرارهای انسانی در اسپیدژ به اواخر هزارهٔ چهارم و اوایل هزارهٔ سوم پیش از میلاد بازمی‌گردد. سفال‌های منقوش قرمز و خاکستری، اشیای مفرغی و بقایای معماری خشتی از جمله یافته‌های این محوطه هستند.  
کاوش‌های علمی محدودی در این محوطه انجام شده و بخش عمدهٔ اطلاعات موجود حاصل بررسی‌های سطحی و گزارش‌های میدانی است. متأسفانه از اوایل دههٔ ۱۳۸۰ حفاری‌های غیرمجاز و قاچاق اشیای تاریخی تهدید جدی برای این محوطه ایجاد کرده است.

## ویژگی‌ها
- گورستان باستانی: شامل ده‌ها گور با تدفین‌های متنوع و اشیای همراه، از جمله سفال‌های منقوش و ابزار مفرغی.
- سفالینه‌ها: سفال‌های قرمز و خاکستری با نقوش هندسی و گیاهی که از نظر تکنیک ساخت و تزئین با فرهنگ‌های هم‌دوره در بمپور و شهداد قابل مقایسه‌اند.[۶]
- معماری: بقایای دیوارهای خشتی و سنگی که احتمالاً بخشی از سازه‌های مسکونی یا تدافعی بوده‌اند.

## تهدیدها
حفاری‌های غیرمجاز، قاچاق اشیای تاریخی و نبود حفاظت کافی از مهم‌ترین تهدیدهای این محوطه هستند. گزارش‌های رسانه‌ای و محلی از انتقال غیرقانونی آثار به خارج از کشور خبر داده‌اند.

## اهمیت
اسپیدژ به دلیل قدمت، تنوع یافته‌ها و موقعیت جغرافیایی، برای مطالعهٔ ارتباطات فرهنگی جنوب‌شرق ایران با مناطق همجوار اهمیت ویژه‌ای دارد. این محوطه می‌تواند اطلاعات ارزشمندی دربارهٔ الگوهای تدفین، فناوری سفالگری و شبکه‌های مبادلاتی در هزارهٔ سوم پیش از میلاد ارائه دهد.